# 美国海军超市
美国海军超市是由美國海軍经营的零售店以及基地販賣部，只向美國海軍现役军人以及退伍軍人及其家屬開放。  1946年，美国海军超市的前身成立。美国海军超市還有自己的購物網站，也是只向現役軍人和退伍軍人開放。